# Geotrichum candidum
Geotrichum candidum is een plantenziekteverwekkende schimmel uit de familie Endomycetaceae. De soort is een saprofyt die leeft van diverse groente- en fruitplanten. De wetenschappelijke naam is voor het eerst geldig gepubliceerd door Johann Heinrich Friedrich Link in 1809.

## Kenmerken
De schimmeldraden van Geotrichum candidum zijn tussen de 7 en 12 micrometer breed maar aan de uiteinden zijn ze tussen de 2,5 en 4 micrometer breed. De schimmeldraden zijn twee- of driedelig vertakt en de wanden van deze draden zijn stevig. De zijdelingse vertakkingen staan onder een bijna rechte of een scherpe hoek. In de teleomorfe fase vindt de voortplanting plaats. De sporenzakjes zijn 6 tot 9 bij 7 tot 10 micrometer groot en bolvormig. De sporenzakjes hebben een doorzichtige kleur en bevatten één en in zeldzame gevallen twee ascosporen. Deze ascosporen zijn gemiddeld tussen de 6 en 7 bij 10 micrometer groot. Ze zijn ellipsvormig en hebben een bleke, geelbruine kleur. De koloniën zijn wit en kunnen zich relatief snel ontwikkelen.